# Động mạch phổi
Động mạch phổi là một động mạch trong tuần hoàn phổi mang máu đã khử oxy từ bên phải của tim đến phổi. Động mạch phổi lớn nhất là động mạch phổi chính hoặc thân động mạch phổi từ tim, và những động mạch nhỏ nhất là các tiểu động mạch, dẫn đến các mao mạch bao quanh phế nang phổi.

## Kết cấu
Động mạch phổi là các mạch máu đưa máu từ phía bên phải của tim đến các mao mạch của phổi. Không giống như các động mạch khác, máu được vận chuyển không có oxy ("khử oxy"). Các động mạch phổi chính xuất hiện từ phía bên phải của tim, và các động mạch này chia thành các động mạch nhỏ hơn, phân chia dần dần và nhỏ dần cho đến khi chúng trở thành tiểu động mạch và cuối cùng là mao mạch.

### Động mạch phổi chính

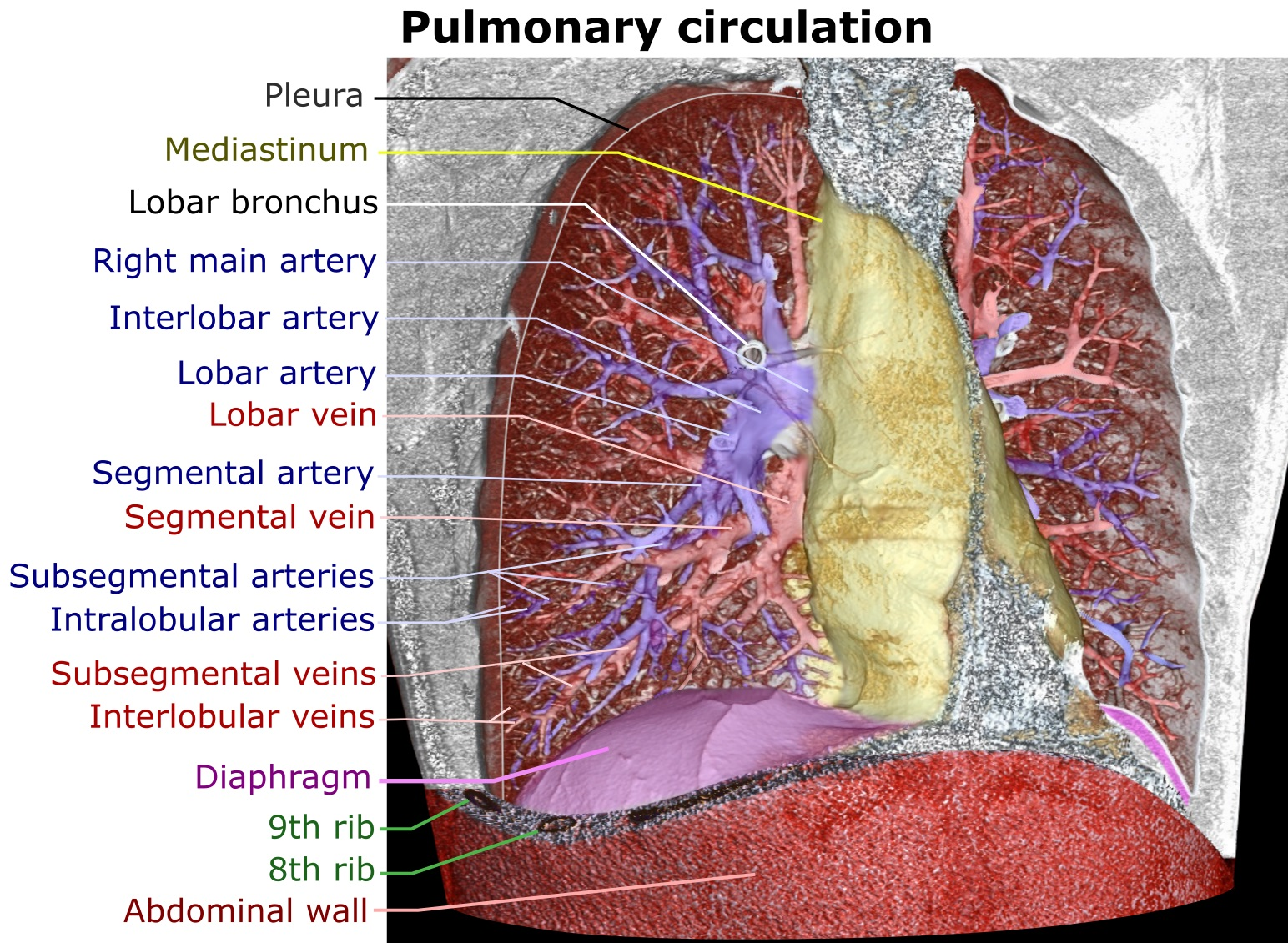
Kết xuất khối lượng của chụp CT độ phân giải cao của lồng ngực. Thành trước lồng ngực, đường dẫn khí và mạch phổi trước gốc phổi đã được loại bỏ kỹ thuật số để hình dung các mức độ khác nhau của tuần hoàn phổi.

Theo thứ tự lưu lượng máu, các động mạch phổi bắt đầu như thân động mạch phổi hoặc động mạch phổi chính. Động mạch phổi chính bắt đầu ở đáy tâm thất phải. Nó ngắn và rộng — xấp xỉ 5 xentimét (2,0 in) chiều dài và 3 xentimét (1,2 in) tính theo đường kính.
Động mạch phổi chính tách thành động mạch phổi chính bên phải và bên trái. Động mạch phổi chính bên trái ngắn hơn và có phần nhỏ hơn bên phải, đi ngang trước động mạch chủ đi xuống và phế quản trái đến gốc phổi trái. Ở trên, động mạch phổi chính bên trái được nối với động mạch chủ đi xuống gần bằng dây chằng động mạch.
Lỗ mở của động mạch phổi (hoặc thân phổi) là hình tròn, và nằm ở đỉnh của ống động mạch, gần với vách ngăn tâm thất.
Nó được đặt phía trên và bên trái của lỗ mở nhĩ thất, và được bảo vệ bởi các van bán nguyệt phổi.